# Equipo del año UEFA
El Equipo del Año UEFA (en inglés: UEFA Team of the Year) es un premio anual organizado por UEFA desde 2001, que distingue a once futbolistas elegidos por demarcación, mediante de una votación realizada a través de la página web oficial del organismo europeo. El periodo de votación entre 55 candidatos propuestos por UEFA, va desde mediados de diciembre a principios de enero, cuando se anuncian los once jugadores más votados por puesto (portero, 4 defensores, 4/3 centrocampistas y 3/2 delanteros).

## Historial

### Equipo 2001
| Portero                       | Defensores | Mediocampistas | Delanteros                                         |
| ----------------------------- | --- | --- | -------------------------------------------------- |
| Santiago Cañizares (Valencia) | Cosmin Contra (Alavés/Milan) Sami Hyypiä (Liverpool) Patrik Andersson (Bayern Múnich/Barcelona) Bixente Lizarazu (Bayern Múnich) | David Beckham (Manchester United) Patrick Vieira (Arsenal) Zinédine Zidane (Juventus/Real Madrid) Kily González (Valencia) | David Trezeguet (Juventus) Thierry Henry (Arsenal) |
| Técnico: Gérard Houllier      | | |                                                    |

### Equipo 2002
| Portero                   | Defensores | Mediocampistas | Delanteros                                                   |
| ------------------------- | --- | --- | ------------------------------------------------------------ |
| Rüştü Reçber (Fenerbahçe) | Carles Puyol (Barcelona) Alessandro Nesta (Lazio/Milan) Cristian Chivu (Ajax Ámsterdam) Roberto Carlos (Real Madrid) | Clarence Seedorf (Internazionale/Milan) Michael Ballack (Bayer Leverkusen/Bayern Múnich) Zinédine Zidane (Real Madrid) Damien Duff (Blackburn Rovers) | Ronaldo (Internazionale/Real Madrid) Thierry Henry (Arsenal) |
| Técnico: Şenol Güneş      | | |                                                              |

### Equipo 2003
| Portero                     | Defensores                                                                                         | Mediocampistas | Delanteros                                                      |
| --------------------------- | -------------------------------------------------------------------------------------------------- | --- | --------------------------------------------------------------- |
| Gianluigi Buffon (Juventus) | Paulo Ferreira (Porto) Alessandro Nesta (Milan) Paolo Maldini (Milan) Roberto Carlos (Real Madrid) | Luís Figo (Real Madrid) David Beckham (Manchester United/Real Madrid) Zinédine Zidane (Real Madrid) Pavel Nedved (Juventus) | Ruud van Nistelrooy (Manchester United) Thierry Henry (Arsenal) |
| Técnico: José Mourinho      | | |                                                                 |

### Equipo 2004
| Portero                     | Defensores                                                                             | Mediocampistas                                                                                       | Delanteros                                        |
| --------------------------- | -------------------------------------------------------------------------------------- | --- | ------------------------------------------------- |
| Gianluigi Buffon (Juventus) | Cafú (Milan) Ricardo Carvalho (Chelsea) Alessandro Nesta (Milan) Ashley Cole (Arsenal) | Cristiano Ronaldo (Manchester United) Maniche (Porto) Ronaldinho (Barcelona) Pavel Nedved (Juventus) | Thierry Henry (Arsenal) Andriy Shevchenko (Milan) |
| Técnico: José Mourinho      |                                                                                        | |                                                   |

### Equipo 2005
| Portero                | Defensores                                                                       | Mediocampistas                                                                                    | Delanteros                                         |
| ---------------------- | -------------------------------------------------------------------------------- | ------------------------------------------------------------------------------------------------- | -------------------------------------------------- |
| Petr Čech (Chelsea)    | Cafú (Milan) John Terry (Chelsea) Carles Puyol (Barcelona) Paolo Maldini (Milan) | Luis García (Liverpool) Steven Gerrard (Liverpool) Ronaldinho (Barcelona) Pavel Nedved (Juventus) | Samuel Eto'o (Barcelona) Andriy Shevchenko (Milan) |
| Técnico: José Mourinho |                                                                                  |                                                                                                   |                                                    |

### Equipo 2006
| Portero                     | Defensores | Mediocampistas                                                                         | Delanteros                                       |
| --------------------------- | --- | -------------------------------------------------------------------------------------- | ------------------------------------------------ |
| Gianluigi Buffon (Juventus) | Gianluca Zambrotta (Barcelona) Fabio Cannavaro (Real Madrid) Carles Puyol (Barcelona) Philipp Lahm (Bayern Múnich) | Steven Gerrard (Liverpool) Cesc Fàbregas (Arsenal) Kaká (Milan) Ronaldinho (Barcelona) | Samuel Eto'o (Barcelona) Thierry Henry (Arsenal) |
| Técnico: Frank Rijkaard     | |                                                                                        |                                                  |

### Equipo 2007
| Portero                     | Defensores                                                                                 | Mediocampistas                                                                                         | Delanteros                                                  |
| --------------------------- | ------------------------------------------------------------------------------------------ | --- | ----------------------------------------------------------- |
| Iker Casillas (Real Madrid) | Dani Alves (Sevilla) Alessandro Nesta (Milan) John Terry (Chelsea) Éric Abidal (Barcelona) | Cristiano Ronaldo (Manchester United) Steven Gerrard (Liverpool) Kaká (Milan) Clarence Seedorf (Milan) | Zlatan Ibrahimović (Internazionale) Didier Drogba (Chelsea) |
| Técnico: Alex Ferguson      |                                                                                            | |                                                             |

### Equipo 2008
| Portero                     | Defensores                                                                                            | Mediocampistas | Delanteros                                           |
| --------------------------- | --- | --- | ---------------------------------------------------- |
| Iker Casillas (Real Madrid) | Sergio Ramos (Real Madrid) John Terry (Chelsea) Carles Puyol (Barcelona) Philipp Lahm (Bayern Múnich) | Cristiano Ronaldo (Manchester United) Xavi Hernández (Barcelona) Cesc Fàbregas (Arsenal) Franck Ribéry (Bayern Múnich) | Lionel Messi (Barcelona) Fernando Torres (Liverpool) |
| Técnico: Alex Ferguson      | | |                                                      |

### Equipo 2009
| Portero                     | Defensores                                                                                            | Mediocampistas | Delanteros                                                             |
| --------------------------- | --- | --- | ---------------------------------------------------------------------- |
| Iker Casillas (Real Madrid) | Dani Alves (Barcelona) Carles Puyol (Barcelona) John Terry (Chelsea) Patrice Evra (Manchester United) | Cristiano Ronaldo (Manchester United/Real Madrid) Xavi Hernández (Barcelona) Kaká (Milan/Real Madrid) Andrés Iniesta (Barcelona) | Lionel Messi (Barcelona) Zlatan Ibrahimović (Internazionale/Barcelona) |
| Técnico: Pep Guardiola      | | |                                                                        |

### Equipo 2010
| Portero                     | Defensores                                                                                      | Mediocampistas | Delanteros                                                |
| --------------------------- | ----------------------------------------------------------------------------------------------- | --- | --------------------------------------------------------- |
| Iker Casillas (Real Madrid) | Maicon (Internazionale) Gerard Piqué (Barcelona) Carles Puyol (Barcelona) Ashley Cole (Chelsea) | Cristiano Ronaldo (Real Madrid) Xavi Hernández (Barcelona) Wesley Sneijder (Internazionale) Andrés Iniesta (Barcelona) | Lionel Messi (Barcelona) David Villa (Barcelona/Valencia) |
| Técnico: José Mourinho      |                                                                                                 | |                                                           |

### Equipo 2011
| Portero                     | Defensores                                                                                 | Mediocampistas | Delanteros                                               |
| --------------------------- | ------------------------------------------------------------------------------------------ | --- | -------------------------------------------------------- |
| Iker Casillas (Real Madrid) | Dani Alves (Barcelona) Gerard Piqué (Barcelona) Thiago Silva (Milan) Marcelo (Real Madrid) | Arjen Robben (Bayern Múnich) Xavi Hernández (Barcelona) Andrés Iniesta (Barcelona) Gareth Bale (Tottenham Hotspur) | Lionel Messi (Barcelona) Cristiano Ronaldo (Real Madrid) |
| Técnico: Pep Guardiola      |                                                                                            | |                                                          |

### Equipo 2012
| Portero                     | Defensores                                                                                            | Mediocampistas                                                                                         | Delanteros                                               |
| --------------------------- | --- | --- | -------------------------------------------------------- |
| Iker Casillas (Real Madrid) | Sergio Ramos (Real Madrid) Gerard Piqué (Barcelona) Thiago Silva (Milan) Philipp Lahm (Bayern Múnich) | Andrés Iniesta (Barcelona) Xavi Hernández (Barcelona) Andrea Pirlo (Juventus) Mesut Özil (Real Madrid) | Lionel Messi (Barcelona) Cristiano Ronaldo (Real Madrid) |
| Técnico: no entregado       | | |                                                          |

### Equipo 2013
| Portero                      | Defensores | Mediocampistas                                                                                              | Delanteros                                                               |
| ---------------------------- | --- | --- | ------------------------------------------------------------------------ |
| Manuel Neuer (Bayern Múnich) | David Alaba (Bayern Múnich) Sergio Ramos (Real Madrid) Thiago Silva (Paris Saint-Germain) Philipp Lahm (Bayern Múnich) | Franck Ribéry (Bayern Múnich) Mesut Özil (Arsenal) Marco Reus (Borussia Dortmund) Gareth Bale (Real Madrid) | Zlatan Ibrahimović (Paris Saint-Germain) Cristiano Ronaldo (Real Madrid) |
| Técnico: no entregado        | | |                                                                          |

### Equipo 2014
| Portero                      | Defensores | Mediocampistas                                                                     | Delanteros                                                                                        |
| ---------------------------- | --- | ---------------------------------------------------------------------------------- | ------------------------------------------------------------------------------------------------- |
| Manuel Neuer (Bayern Múnich) | David Alaba (Bayern Múnich) Sergio Ramos (Real Madrid) Diego Godín (Atlético de Madrid) Philipp Lahm (Bayern Múnich) | Ángel Di María (Real Madrid) Toni Kroos (Real Madrid) Arjen Robben (Bayern Múnich) | Cristiano Ronaldo (Real Madrid) Zlatan Ibrahimović (Paris Saint-Germain) Lionel Messi (Barcelona) |
| Técnico: no entregado        | |                                                                                    |                                                                                                   |

### Equipo 2015
| Portero                      | Defensores                                                                                             | Mediocampistas                                                                 | Delanteros                                                                  |
| ---------------------------- | --- | ------------------------------------------------------------------------------ | --------------------------------------------------------------------------- |
| Manuel Neuer (Bayern Múnich) | David Alaba (Bayern Múnich) Sergio Ramos (Real Madrid) Gerard Piqué (Barcelona) Dani Alves (Barcelona) | Andrés Iniesta (Barcelona) James Rodríguez (Real Madrid) Paul Pogba (Juventus) | Cristiano Ronaldo (Real Madrid) Neymar (Barcelona) Lionel Messi (Barcelona) |
| Técnico: no entregado        | |                                                                                |                                                                             |

### Equipo 2016
| Portero                     | Defensores | Mediocampistas                                                                | Delanteros                                                                                      |
| --------------------------- | --- | ----------------------------------------------------------------------------- | ----------------------------------------------------------------------------------------------- |
| Gianluigi Buffon (Juventus) | Jérôme Boateng (Bayern Múnich) Sergio Ramos (Real Madrid) Gerard Piqué (Barcelona) Leonardo Bonucci (Juventus) | Andrés Iniesta (Barcelona) Toni Kroos (Real Madrid) Luka Modrić (Real Madrid) | Cristiano Ronaldo (Real Madrid) Lionel Messi (Barcelona) Antoine Griezmann (Atlético de Madrid) |
| Técnico: no entregado       | |                                                                               |                                                                                                 |

### Equipo 2017
| Portero                     | Defensores | Mediocampistas                                                                                             | Delanteros                                               |
| --------------------------- | --- | --- | -------------------------------------------------------- |
| Gianluigi Buffon (Juventus) | Dani Alves (Juventus/París Saint-Germain) Sergio Ramos (Real Madrid) Giorgio Chiellini (Juventus) Marcelo (Real Madrid) | Toni Kroos (Real Madrid) Luka Modrić (Real Madrid) Eden Hazard (Chelsea) Kevin De Bruyne (Manchester City) | Cristiano Ronaldo (Real Madrid) Lionel Messi (Barcelona) |
| Técnico: no entregado       | | |                                                          |

### Equipo 2018
| Portero                           | Defensores                                                                                                | Mediocampistas                                                         | Delanteros                                                                                            |
| --------------------------------- | --- | ---------------------------------------------------------------------- | --- |
| Marc-André ter Stegen (Barcelona) | Sergio Ramos (Real Madrid) Virgil van Dijk (Liverpool) Raphaël Varane (Real Madrid) Marcelo (Real Madrid) | Luka Modrić (Real Madrid) N'Golo Kanté (Chelsea) Eden Hazard (Chelsea) | Cristiano Ronaldo (Real Madrid/Juventus) Lionel Messi (Barcelona) Kylian Mbappé (París Saint-Germain) |
| Técnico: no entregado             | |                                                                        | |

### Equipo 2019
| Portero                    | Defensores | Mediocampistas                                                               | Delanteros |
| -------------------------- | --- | ---------------------------------------------------------------------------- | --- |
| Alisson Becker (Liverpool) | Trent Alexander-Arnold (Liverpool) Matthijs de Ligt (Ajax Ámsterdam/Juventus) Virgil van Dijk (Liverpool) Andrew Robertson (Liverpool) | Frenkie de Jong (Ajax Ámsterdam/Barcelona) Kevin De Bruyne (Manchester City) | Lionel Messi (Barcelona) Robert Lewandowski (Bayern Múnich) Cristiano Ronaldo (Juventus) Sadio Mané (Liverpool) |
| Técnico: no entregado      | |                                                                              | |

### Equipo 2020
| Portero                      | Defensores | Mediocampistas                                                     | Mediocampistas                                                                     | Delanteros                         |
| ---------------------------- | --- | ------------------------------------------------------------------ | ---------------------------------------------------------------------------------- | ---------------------------------- |
| Manuel Neuer (Bayern Múnich) | Alphonso Davies (Bayern Múnich) Virgil van Dijk (Liverpool) Sergio Ramos (Real Madrid) Joshua Kimmich (Bayern Múnich) | Kevin De Bruyne (Manchester City) Thiago (Bayern Múnich/Liverpool) | Neymar (Paris Saint-Germain) Lionel Messi (Barcelona) Cristiano Ronaldo (Juventus) | Robert Lewandowski (Bayern Múnich) |
| Técnico: Hansi Flick         | |                                                                    |                                                                                    |                                    |

### Equipo 2021
| Portero                 | Defensores | Mediocampistas                                                                   | Delanteros                                                                                       |
| ----------------------- | --- | -------------------------------------------------------------------------------- | ------------------------------------------------------------------------------------------------ |
| Édouard Mendy (Chelsea) | César Azpilicueta (Chelsea) Rúben Dias (Manchester City) Antonio Rüdiger (Chelsea) Kyle Walker (Manchester City) | Phil Foden (Manchester City) Jorginho (Chelsea) İlkay Gündoğan (Manchester City) | Kylian Mbappé (Paris Saint-Germain) Erling Haaland (Borussia Dortmund) Mohamed Salah (Liverpool) |
| Técnico: Thomas Tuchel  | |                                                                                  |                                                                                                  |

### Equipo 2022
| Portero                        | Defensores | Mediocampistas                                                                          | Delanteros                                                                                    |
| ------------------------------ | --- | --------------------------------------------------------------------------------------- | --------------------------------------------------------------------------------------------- |
| Thibaut Courtois (Real Madrid) | Andrew Robertson (Liverpool) Virgil van Dijk (Liverpool) Antonio Rüdiger (Chelsea) Trent Alexander-Arnold (Liverpool) | Luka Modrić (Real Madrid) Fabinho Tavares (Liverpool) Kevin De Bruyne (Manchester City) | Vinícius Júnior (Real Madrid) Karim Benzema (Real Madrid) Kylian Mbappé (Paris Saint-Germain) |
| Técnico: Carlo Ancelotti       | |                                                                                         |                                                                                               |

### Equipo 2023
| Portero                        | Defensores | Mediocampistas                                                                                    | Delanteros                                                                                      |
| ------------------------------ | --- | ------------------------------------------------------------------------------------------------- | ----------------------------------------------------------------------------------------------- |
| Thibaut Courtois (Real Madrid) | Federico Dimarco (Inter de Milán) Alessandro Bastoni (Inter de Milán) Rúben Dias (Manchester City) Kyle Walker (Manchester City) | Rodri Hernández (Manchester City) Kevin De Bruyne (Manchester City) John Stones (Manchester City) | Vinícius Júnior (Real Madrid) Erling Haaland (Manchester City) Bernardo Silva (Manchester City) |
| Técnico: Pep Guardiola         | |                                                                                                   |                                                                                                 |

## Palmarés
| Futbolista        | Presencia |
| ----------------- | --------- |
| Cristiano Ronaldo | 15        |
| Lionel Messi      | 12        |
| Sergio Ramos      | 9         |
| Iker Casillas     | 6         |
| Carles Puyol      | 6         |
| Thierry Henry     | 6         |
| Andrés Iniesta    | 6         |
| Gianluigi Buffon  | 5         |
| Philipp Lahm      | 5         |
| Xavi Hernández    | 5         |
| Gerard Piqué      | 5         |
| Dani Alves        | 5         |

| Entrenador      | Presencia |
| --------------- | --------- |
| José Mourinho   | 4         |
| Alex Ferguson   | 2         |
| Pep Guardiola   | 2         |
| Şenol Güneş     | 1         |
| Gérard Houllier | 1         |
| Frank Rijkaard  | 1         |

| Club              | Presencia |
| ----------------- | --------- |
| Real Madrid C. F. | 54        |
| F. C. Barcelona   | 49        |
| F. C. Bayern      | 22        |
| Juventus F. C.    | 20        |
| Liverpool F. C.   | 19        |
| A. C. Milan       | 18        |
| Chelsea F. C.     | 17        |

| Campeonato     | Presencia |
| -------------- | --------- |
| La Liga        | 109       |
| Premier League | 65        |
| Serie A        | 45        |
| Bundesliga     | 24        |
| Ligue 1        | 8         |
| Primeira Liga  | 4         |

| País     | Presencia |
| -------- | --------- |
| España   | 44        |
| Brasil   | 27        |
| Francia  | 23        |
| Alemania | 22        |
| Portugal | 19        |
| Italia   | 18        |

|  |

Nota 1: En las listas solo se muestran las estadísticas de los jugadores, entrenadores, clubes, campeonatos y nacionalidades con mayor participación.

Nota 2: Cuando el mismo futbolista es premiado varias veces, cada uno de sus premios contabiliza como una participación.

Nota 3: Cuando un futbolista juega durante el año para dos clubes es contabilizado el premio con cada club y campeonato.

## Equipo histórico
Equipo compuesto por los jugadores que más veces han sido seleccionados por demarcación, para el Equipo del Año de UEFA.
| Portero       | Defensores                                        | Mediocampistas                                | Delanteros                                   |
| ------------- | ------------------------------------------------- | --------------------------------------------- | -------------------------------------------- |
| Iker Casillas | Dani Alves Carles Puyol Gerard Piqué Sergio Ramos | Andrés Iniesta Xavi Hernández Kevin De Bruyne | Cristiano Ronaldo Thierry Henry Lionel Messi |